# Уодина (тауншип, Миннесота)
Уодина (англ. Wadena) — тауншип в округе Уодина, Миннесота, США. На 2000 год его население составило 1010 человек.

## География
По данным Бюро переписи населения США площадь тауншипа составляет 81,5 км², из которых 81,4 км² занимает суша, а 0,1 км² — вода (0,10 %).

## Демография
По данным переписи населения 2000 года здесь находились 1010 человек, 346 домохозяйств и 286 семей.  Плотность населения —  12,4 чел./км².  На территории тауншипа расположено 365 построек со средней плотностью 4,5 построек на один квадратный километр. Расовый состав населения: 98,71 % белых, 0,30 % афроамериканцев, 0,59 % коренных американцев и 0,40 % приходится на две или более других рас. Испанцы или латиноамериканцы любой расы составляли 0,89 % от популяции тауншипа.
Из 346 домохозяйств в 40,8 % воспитывались дети до 18 лет, в 72,8 % проживали супружеские пары, в 4,3 % проживали незамужние женщины и в 17,3 % домохозяйств проживали несемейные люди. 13,0 % домохозяйств состояли из одного человека, при том 6,6 % из — одиноких пожилых людей старше 65 лет. Средний размер домохозяйства — 2,92, а семьи — 3,15 человека.
28,9 % населения — младше 18 лет, 9,0 % — в возрасте от 18 до 24 лет, 26,5 % — от 25 до 44, 24,5 % — от 45 до 64, и 11,1 % — старше 65 лет. Средний возраст — 36 лет. На каждые 100 женщин приходилось 106,1 мужчин.  На каждые 100 женщин старше 18 приходилось 104,6 мужчин.
Средний годовой доход домохозяйства составлял 41 250 долларов, а средний годовой доход семьи —  44 833 доллара. Средний доход мужчин —  32 500  долларов, в то время как у женщин — 21 875. Доход на душу населения составил 16 109 долларов. За чертой бедности находились 7,2 % семей и 9,0 % всего населения тауншипа, из которых 11,4 % младше 18 и 1,8 % старше 65 лет.